# Mattia Frapporti
Mattia Frapporti (n. Gavardo, 2 de julho de 1994) é um ciclista italiano, membro da equipa Androni Giocattoli-Sidermec. O seu irmão Marco Frapporti também é ciclista profissional, ao igual que a sua irmã Simona Frapporti.

## Palmarés
2017
- 1 etapa do Tour de Jura[1]